# Axel (ort)

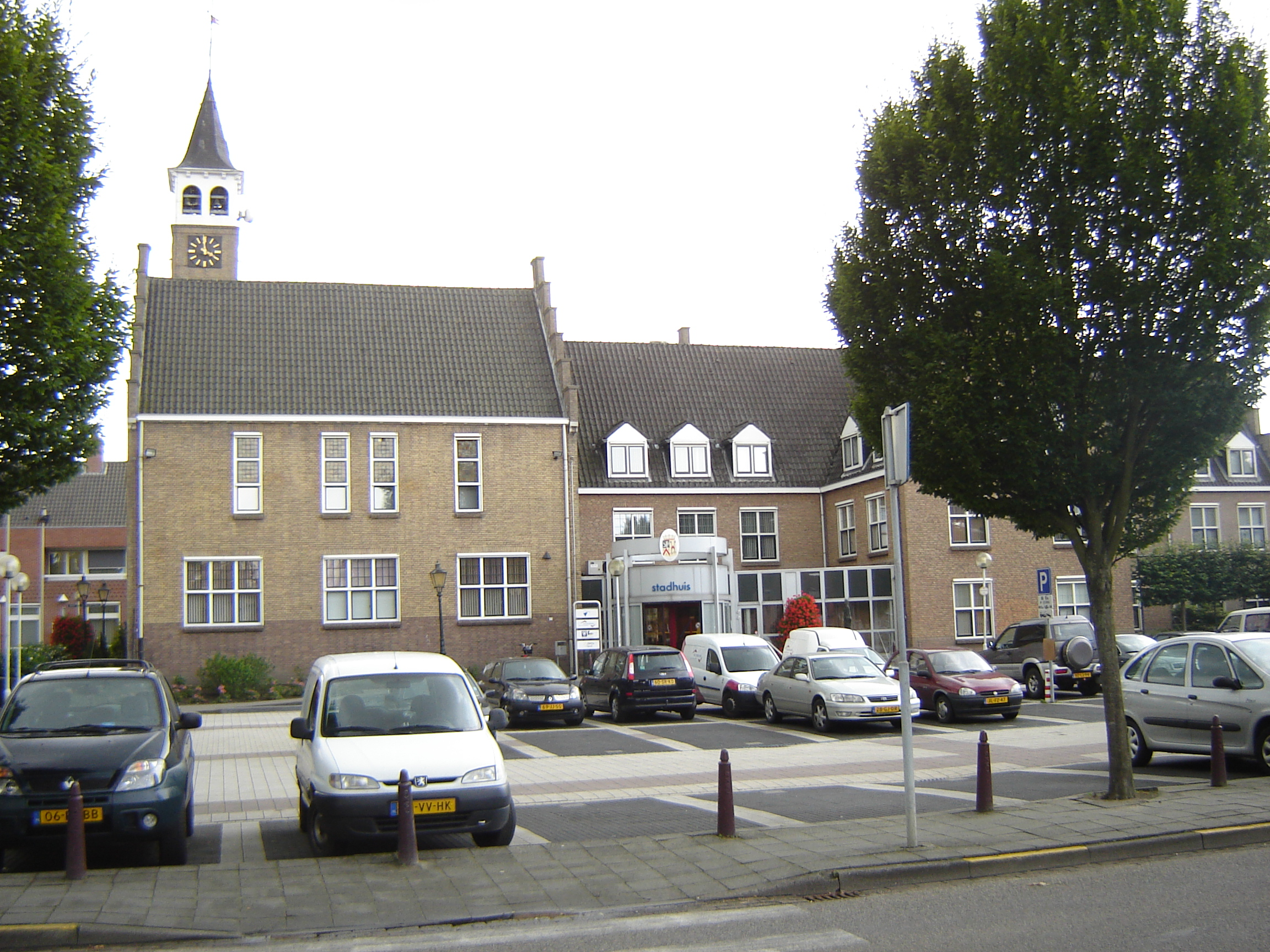
Stadshuset i Axel

Axel är en mindre stad i provinsen Zeeland i Nederländerna. Staden, som har cirka 8 100 invånare, är belägen 30 km söder om Vlissingen.